# Меблировочная музыка

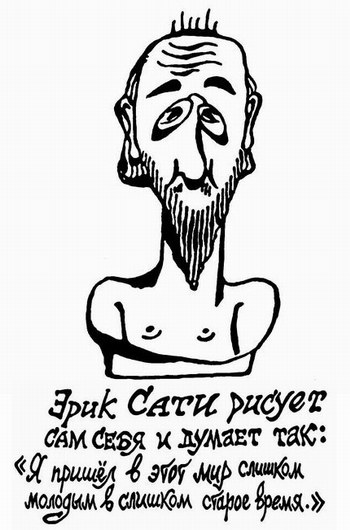
Эрик Сати, автопортрет 1913 года

Меблиро́вочная му́зыка (фр. Musique d’ameublement) — особый вид музыкального искусства, задуманный и созданный французским композитором Эриком Сати в 1914—1916 годах и впервые реализованный в 1917—1919 годах. Основным принципом построения новой музыки являлась произвольная повторяемость одной или нескольких звуковых ячеек (или тематической фразы) ничем не ограниченное число раз.
Не понятая, не оценённая и не поддержанная почти никем из современников, почти на полвека опередив своё время, «меблировочная музыка» долгое время оставалась почти забытой, пока не была положена в основание нового авангардного направления, получившего в 1960-х годах название «минимализм».

## Предыстория: «Досадная музыка»
«Меблировочная музыка» не сделалась первым открытием или предвосхищением в жизни Эрика Сати. К моменту её создания он уже носил титул признанного «Предтечи» такого магистрального направления в музыке XX века, как импрессионизм. В 1887 году, за пять лет до первых новаторских опытов Клода Дебюсси, Эрик Сати уже опубликовал свои импрессионистские пьесы для фортепиано и несколько романсов, опередивших и определивших будущее направление в музыке. А ещё три года спустя он лично поучаствовал в формировании нового творческого почерка своего приятеля: Клода Дебюсси. Затем, после 1902 года решительно покинув лоно импрессионизма, Сати последовательно становился первым и вставал у истоков таких направлений, как конструктивизм (или примитивизм) в музыке, затем неоклассицизм и неоромантизм. В известной мере можно даже считать Эрика Сати пожизненным «профессиональным новатором». Причины этого крылись прежде всего в его характере, он вечно стоял в оппозиции к самому себе и всему «окостеневшему»:

«Заметьте себе: я никогда не нападал на Дебюсси. Мне вечно мешали только дебюссисты. Прошу иметь в виду, раз и навсегда: не существует никакой школы Сати. Так называемый „Сатизм“ просто не смог бы существовать. Именно во мне он нашёл бы своего первейшего и непримиримого врага.
В искусстве не должно быть никакого поклонения и рабства. В каждом своём новом произведении я намеренно сбиваю с толку своих последователей: и по форме, и по сути. Это, пожалуй, единственное средство для артиста, если он желает избежать превращения в главу школы, так сказать, классного надзирателя».— (Эрик Сати. «Нет казарме!» , «Le Coq», Paris, iuni 1920)
Однако утверждение, что «Меблировочная музыка» была придумана Эриком Сати в 1916 году, обладает всеми признаками неполноты информации. В 1916 году было придумано только самое название или термин для нового явления в искусстве. Между тем, первый типический образец «Меблировочной музыки» появился значительно раньше, а именно: в апреле 1893 года:35…

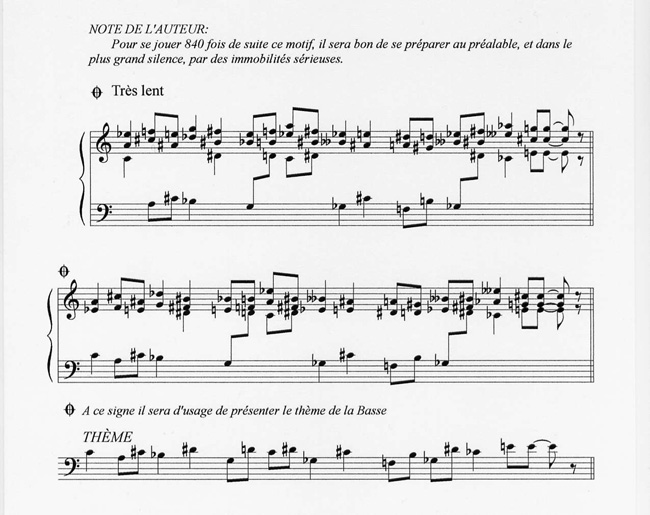
Ноты пьесы Сати «Неприятности».

Его сочинению сопутствовала драматическая личная ситуация, в которой пребывал автор. Находясь в состоянии сильнейшей досады на свою строптивую возлюбленную, Сюзанн Валадон, Эрик Сати сочинил не слишком длинную, но зато крайне однообразную по звучанию пьесу «Неприятности» (или «Раздражения», возможный вариант перевода фр. «Vexations»). В конце пьесы стояла авторская ремарка, по которой пианисту строго предписывалось играть эту пьесу «840 раз подряд, по желанию, но не больше».
840 раз. Продолжительность такого исполнения могла бы колебаться в промежутке от двенадцати до двадцати четырёх часов (почти сутки), в зависимости от взятого конкретным исполнителем музыкального темпа. Но значительно дольше, чем сутки — пьеса «Vexations» пролежала под столом сначала самого Сати, а затем — и его ученика по так называемой «Аркёйской школе», композитора Анри Соге. Это именно он, Анри Соге спустя почти 70 лет после создания «Неприятностей» и познакомил Джона Кейджа с рукописями «Vexations» и более поздних пьес настоящей «Меблировочной музыки». Волей случая в руках у Кейджа оказались всего несколько старых автографов, которые Соге долгие годы хранил у себя, не понимая их настоящего смысла и считая просто шуткой, очередным чудачеством Сати или его мистификацией. Только тогда, открытая заново будущим минималистом Джоном Кейджем в 1963 году, пьеса «Неприятности» приобрела свой настоящий вид. На первом концерте, в программу которого вошла только эта композиция, Кейдж установил входную плату в размере 5 долларов. Каждый посетитель, покидая выступление, получал возмещение в размере 5 центов за каждые 20 минут пребывания в концертном зале. «Таким образом, — сказал Кейдж, — люди поймут, что чем больше искусства они потребляют, тем меньше оно должно стоить». Исполнение пьесы длилось более 18 часов, и до конца произведение дослушал только один человек ― актёр «Живого театра» Карл Шенцер.
Пьеса «Неприятности» послужила предметом нескольких пианистических марафонов по всему миру, когда многочисленные исполнители, сменяя друг друга за клавиатурой, более половины суток добросовестно исполняли требование автора — все 840 раз.

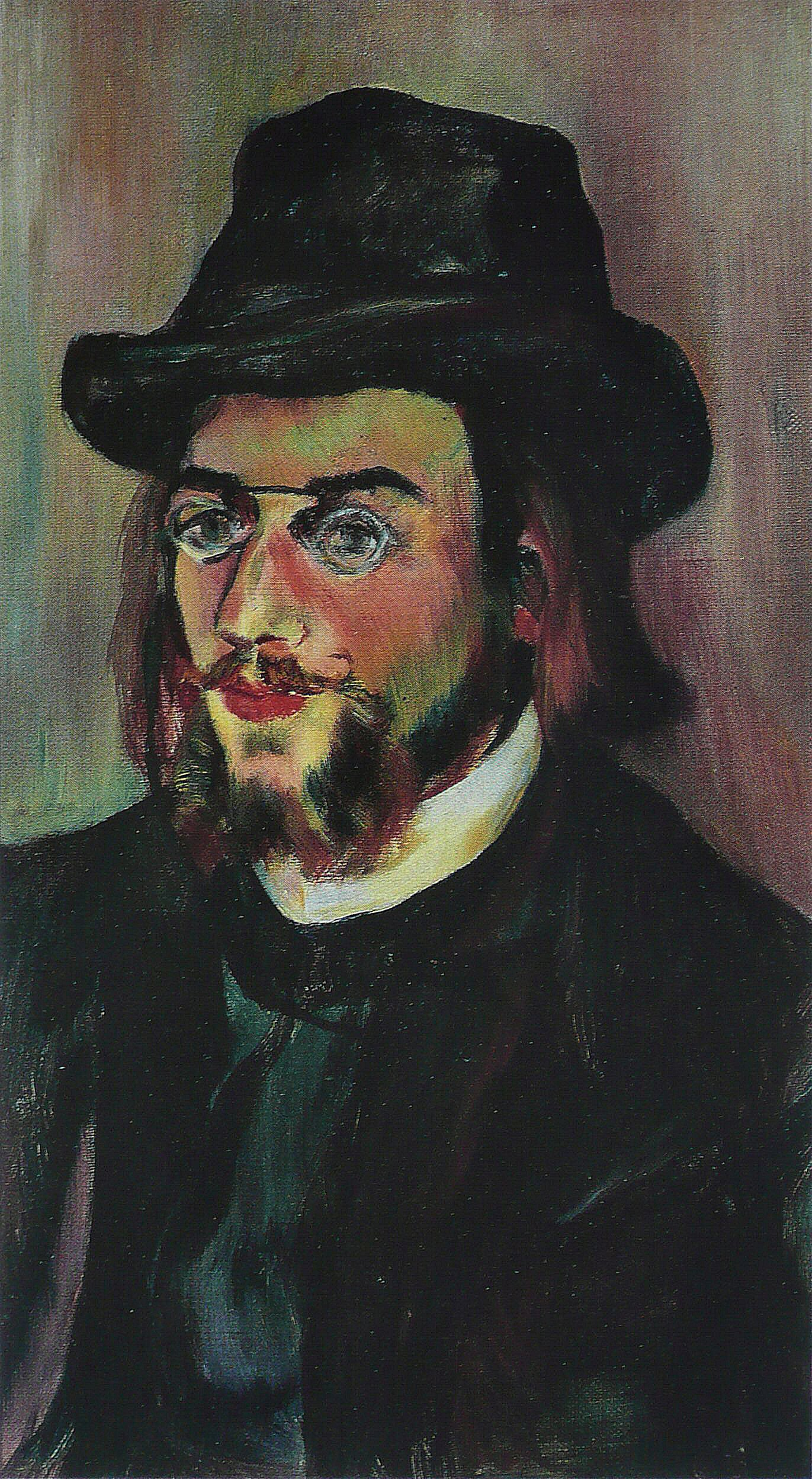
Эрик Сати (портрет работы Валадон, 1893 год)

Но далеко не один только Сати. Его старший приятель, земляк и коллега, эксцентричный писатель-юморист Альфонс Алле спустя пару лет после «Раздражений» Эрика Сати словно бы подхватил его открытие и продолжил — но только в области театра и литературы. Его маленькая «тоже пьеса» (но только не музыкальная, а сценическая, почти цирковая по своему стилю) «Месть Ма́гнума» (фр. «La vengeance de Magnum») была опубликована в сборнике рассказов «Дважды два — почти пять» (фр. «Deux et deux font cinq» Париж, 1895):149—151. В финале этого небольшого дивертисмента автор предписывает актёрам повторять несколько номеров пьесы десять, двадцать или более раз — в общем, до тех пор, пока публика окончательно не «посинеет» от озлобления:36. Таким образом, Альфонс Алле, старший приятель и почти друг Эрика Сати с опережением на целых полвека расставил все будущие точки репетативного искусства:36: в беллетристике, театре и даже кино:8. И далеко неспроста Эрика Сати до конца дней преследовало (отчасти) хулительное прозвище «Альфонса Алле музыки», прежде всего близость духа и отношения к своему делу сближала этих двух новаторов, а затем уже и прямое взаимовлияние:37.
Но далеко не одни только «Неприятности» на 70 лет предвосхитили минимализм. Для Сати 1890-х годов вообще была характерна внутренне бесконфликтная, весьма однообразная музыка, лишённая контрастов, резких переходов, а иногда даже — тактовых черт. Самым «ярким» образцом такой музыки являются написанные тогда же, в марте 1893 года «Готические танцы», которые непонятно где начинаются, непонятно где заканчиваются и довольно слабо отличаются один от другого. В таком же духе выдержаны более ранние «Перезвоны Розы и Креста» и, напротив, более поздние «Холодные пьесы» (1902 года). Пожалуй, единственное, что их отличает от «Неприятностей» — это отсутствие требования «исполнять пьесу 840 или хотя бы 360 раз подряд». В остальном же — подобная музыка являет собой безусловную предтечу минимализма, но появившегося на 60-70 лет раньше, чем это было необходимо для успеха, признания или славы их автора. В результате его признавали, но только — чудаком. Далеко не один раз Сати опережал свою эпоху, иногда на пять лет, иногда на десять, а порой даже и на полвека. Не зря в подписи к своему знаменитому автопортрету 1913 года Эрик Сати поставил такие слова:

«Я родился слишком молодым — в слишком старые времена»:31.

## Продолжение: «Скучная музыка»
В представлении самого Сати «Меблировочная музыка» была прежде всего предметом техническим и как можно более далёким от творчества, своего рода индустриальным конструктивистским конвейером, штампующим ритмичные звуки для повседневной жизни. Она должна была служить фоном для сопровождения быта, покупок в магазине, приёма гостей, еды в ресторане и всех прочих повседневных занятий. Кроме того, «Меблировочная музыка» являлась для Сати ещё одним способом резко возразить красивости покинутого им и ветшающего на глазах импрессионизма.
«Импрессионизм — искусство неточности (низкопрецизионное). Сегодня мы желаем — искусства точности (высокопрецизионное). На место импрессионизма — приходит прессионизм», — писал Сати весной 1918 года. В противовес музыке, которую следует слушать и даже любоваться ею — Сати предложил музыку, которую слушать не нужно, до такой степени она проста и неинтересна. Перед началом войны он пишет в своей записной книжке: «Сейчас уже не модно выглядеть шикарным. Теперь в моде посконный вид газовой „фурнитуры“».
По-видимому, рецепт изготовления «Меблировочной музыки» (но всё ещё без окончательного названия) созрел у Сати весной 1914 года, за несколько месяцев до начала войны с Германией. В записных книжках этого времени можно найти примерно такую запись, выдержанную как бы в стиле кричащей уличной рекламы:

 «Общественное Агентство содействия Концертам и Спектаклям. Усиленная и навязчивая музыкальная реклама. Мы лезем прямо в уши! И не возвращаемся обратно. Обращайтесь к нам. Гарантия мгновенного попадания! Вы никогда так не пожалеете! А если не захотите, мы устроим вам жуткий концерт…, прямо у Вас дома, на кухне или в прихожей».— (Эрик Сати, «Записные бумажки, записные книжки», май 1914 года)

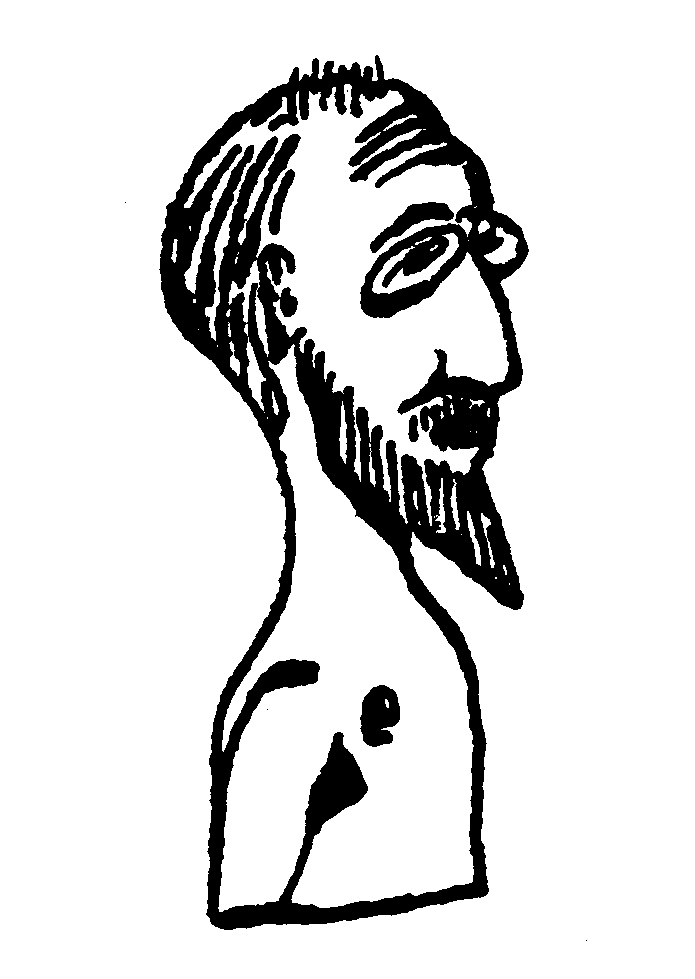
Эрик Сати, ещё автопортрет, 1913

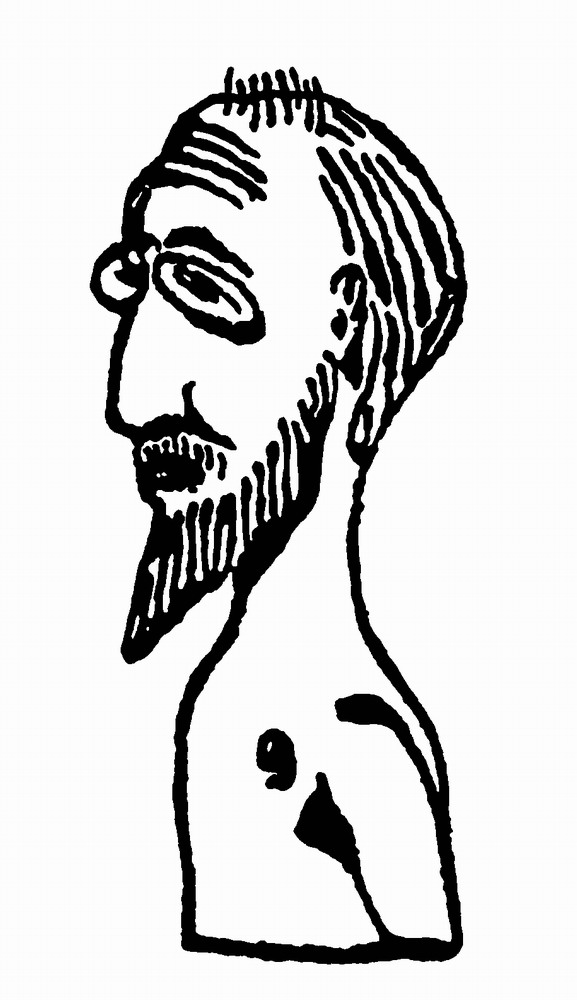
Эрик Сати, ещё автопортрет, 1913

В мае 1916 года кутюрье Жермена Бонгар, устроила в своём доме по улице де Пантьевр небольшой камерный концерт «Гранадос-Сати». После концерта Сати сумел заинтересовать Жермену Бонгар своей идеей сопровождения покупателей в салонах и магазинах ненавязчивой, словно бы механической музыкой. Однако шла война, Париж находился на военном положении, первые два года концертов и спектаклей не было вовсе: концертные залы и театры были закрыты — «перерыв на войну». Заказ от модного дома Бонгар на создание меблировочной музыки для своих салонов Сати получил почти два года спустя, в феврале 1918 года. Но уже в начале марта немцы поставили свою знаменитую дальнобойную пушку «Колоссаль» и начали обстреливать Париж. Каждые 10 минут, как звук метронома — разрывался очередной снаряд. Магазины, банки, учреждения и правительство срочно эвакуировалось на юг, в Бордо. Туда же спешно уехал и модный дом Бонгар. Исполнение меблировочной музыки отложилось — примерно ещё на год. От несостоявшейся премьеры осталось только несколько анонсов, каллиграфических текстов на бристольской бумаге, выполненных рукой Сати — с кратким манифестом своего нового «модного» изобретения.
Несколько раз Сати исполнял или просто демонстрировал свою «Меблировочную музыку» в узком круге своих друзей-учеников в 1917—1919 годах, однако они чрезвычайно разочаровали его холодным приёмом. Больше всех ворчал и (за глаза) даже ругался Жорж Орик, что привело к длительному охлаждению в отношениях, а позднее — и к полному разрыву. На самом деле — судьба нового изобретения весьма сильно беспокоила Сати. Ему казалось её значение много превосходящим внешний эффект. «Я знаю, что Орик поносит на всех углах мою Меблировочную музыку. Это его право; но моё — находить это дурным», — пишет он художнице Валентине Гюго 24 августа 1919 года.
Однако несмотря на беспокойство быть не оценённым или не понятым, одновременно в цели Сати вовсе не входило развлекать или радовать своих слушателей своим новым изобретением. Напротив, он старался казаться серьёзным и обстоятельным, как никогда прежде. В основу своего нового изобретения он положил… скуку, как эстетически нормальное состояние повседневной жизни. Всякий человек, сам того не замечая, большую часть своей жизни каждый божий день проводит в этом благотворном состоянии. Именно такой подход Сати и позволил ему, пожалуй, стать первым в истории искусства, кто употребил феномен скуки позитивным образом, создав на его продуктивной основе работающую конструкцию в форме своего нового изобретения: «меблировочной музыки».

«Публика уважает Скуку. Для неё Скука — таинственна и глубока. Курьёзная вещь: против скуки — аудитория беззащитна. Скука приручает её, делает кроткой и послушной. Почему же людям гораздо легче скучать, чем улыбаться?… Это — лучшее слово в пользу Меблировочной музыки.»— (Эрик Сати, «Записные бумажки, записные книжки», март 1918 года)
5 апреля 1919 года в зале Уиген состоялось премьерное концертное исполнение «Сократ» Эрика Сати. Во время антракта молодой композитор Артюр Онеггер представлял «маленькие пьесы для меблировочной музыки, изобретённой Эриком Сати», сказав о них несколько вводных слов от имени автора. Безусловно он был самым неожиданным и неподходящим из всех, кто мог участвовать в этом странном событии, согласившись на него только по ровности и спокойствию своего отчасти швейцарского характера… Пожалуй, он как никто из «Шестёрки» был далёк от эксцентричности Сати и его странных «выходок». Впрочем, это нисколько не мешало ему воспринимать именно те идеи, которые казались продуктивными. Так, появившаяся пятью годами позднее его самая известная оркестровая пьеса «Пасифик 231» явно стояла особняком во всём его творчестве. Описывая средствами музыки движение большого паровоза, Онеггер со свойственной ему обстоятельностью развил идею индустриализации музыки — в чисто изобразительном, так сказать, импрессионистском ключе.
Но даже и самые близкие друзья Сати весьма слабо понимали его намерения. «Меблировочная музыка» казалась им высшим воплощением обыденности во всём творчестве Сати, от него вечно ждали шутки, эпатажа или взрыва, но никак не такого унылого однообразия. Всякий из них пытался истолковать её для себя по-своему. Леон-Поль Фарг просто определил её как «хозяйственную или бытовую музыку», а Блэз Сандрар считал «очередным родом оружия в постоянной борьбе Сати против многозначительной музыки, (вроде Брукнера) которую слушают в позе мыслителя, положив голову на руки».
Следующее известное исполнение состоялось 8 марта 1920 года в галерее Барбазанж. В антракте пьесы Макса Жакоба «Хулиган — всегда, гангстер — никогда», Сати наметил к исполнению две специально написанные штуки из «Меблировочной музыки». Обе они представляли собой бесконечное повторение камерным ансамблем из пяти инструментов короткого четырёхтактового мотива. Пьесы назывались «В бистро» и «Гостиная», одна из них была основана на короткой мелодии из оперы «Миньон» Амбруаза Тома, а другая — на теме траурного танца Сен-Санса. На сей раз газеты широко анонсировали новое изобретение Сати, которое будет исполнено при участии «одного из наиболее одарённых молодых композиторов новой школы, но чш-ш-ш!… Тихо! Его имя пока — сюрприз».
«Таинственный соавтор», имя которого так тщательно «скрывала» газета — был не кто иной, как Дариус Мийо, единственный из молодых последователей Сати, открыто поддержавший его экстравагантную выдумку. Правда, сам Мийо меблировочную музыку писать не стал, но зато активно помогал и участвовал в организации. Некоторые исследователи отмечают, что участие в проекте привело к ещё большему «полевению» Мийо и появлению в его творчестве отчётливо конструктивистских и индустриальных идей. Как раз в это время у него появился эксцентричный замысел — написать цикл песен для голоса с инструментальным ансамблем на текст каталога с выставки под названием «Сельскохозяйственные машины». Однако, по существу и по форме этот проект Мийо был очень далёк от меблировочной музыки. Но, так или иначе, тяжеловесное одобрение и участие Мийо было для Сати тем более важным, что оно оказалось — едва ли не единственным.

«Это Са-а-ти-и пишет вам: он только что закончил две свои „меблировочные штуки“. Он счастлив как король. Мы их всех непременно „будем иметь“, вот увидите. Читали ли вы „Comædia“? Я очень „эпатирован“ этой статьёй. Да, очень. <…> Как я вам благодарен за ваш приход в „Меблировочную Музыку“. Да, мой старик».— (Эрик Сати, Письмо Дариусу Мийо, 5 марта 1920 года)
Эта благодарность тем более понятна, что Сати не получил ровно никакой помощи от тех, кто более всего должен был бы ему помогать. За неделю до исполнения Меблировочной музыки в галерее Барбазанж, будучи весьма сильно обеспокоенным пониманием и приёмом широкой публики, Сати пишет, пожалуй, самый длинный текст, посвящённый своему изобретению. В письме Жану Кокто он излагает краткие тезисы и просит его написать вступительную статью (вроде буклета или оперной программки) для скорой премьеры.

Для Старого Жана:

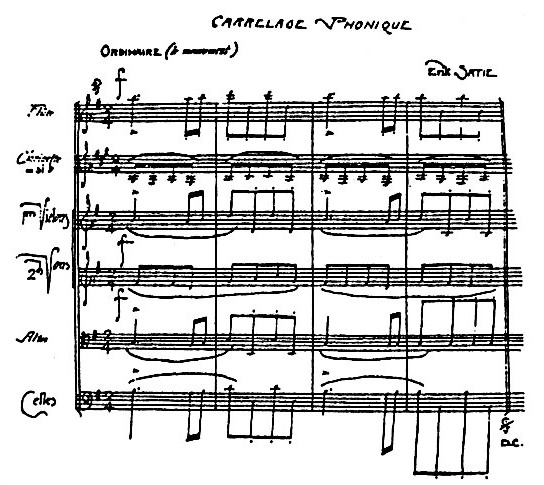
Сати, «Звуковые плитки», автограф 1917 года

Меблировочная Музыка" — глубоко индустриальна. Существует досадное обыкновение — исполнять музыку в обстоятельствах, где музыке делать нечего. Тогда играют «Вальсы», «Фантазии» на темы опер & тому подобные вещи, написанные для других целей. Мы хотим ввести музыку, созданную для удовлетворения «нужных» потребностей. Искусство в эти потребности не входит. «Меблировочная Музыка» создана из простого колыхания воздуха; она не имеет другой цели; она выполняет ту же роль, что свет, тепло — & комфорт во всех его формах.
…"Меблировочная Музыка" выгодно замещает Марши, Польки, Танго, Гавоты, и т. п. …Требуйте «Меблировочную музыку». …Отныне не может быть собраний, приёмов и встреч без «Меблировочной музыки». …"Меблировочную Музыку" для нотариальных контор, банков, магазинов и т. п. …"Меблировочная Музыка" не имеет собственного названия. …Отныне не может быть ни одной свадьбы без «Меблировочной Музыки». …Не переступайте порога дома, в котором не используют «Меблировочную Музыку». …Кто не слышал «Меблировочную Музыку», не ведает счастья. …Не отходите ко сну, не прослушав хотя бы кусочек «Меблировочной Музыки», или вы будете дурно спать.

Я грубо набросал несколько примеров. За вами их упорядочить, расставить точки, дорогой Друг. Напишите, Дорогой Жан, десять строк, сухих & холодных на этот сюжет в форме товарного проспекта, не так ли? Очень «строго». Я буду счастлив вашим сотрудничеством— (Эрик Сати, Письмо Жану Кокто, 1 марта 1920 года)
Несомненно, в том числе и под влиянием Орика, который называл «Меблировочную музыку» «раздражающей химерой», Кокто на этот раз не ответил на ожидания Сати и не написал ни единой строчки. И первое, и второе исполнение прошло почти при полном неучастии и непонимании самых известных учеников, последователей и приятелей Сати.
Тем не менее, событие состоялось, организованное Сати и Мийо. В антракте пьесы Жакоба, когда публика как всегда встала и начала прохаживаться по театру, внезапно заиграла музыка. Причём, инструменты были разведены в разные концы помещения для создания предельно непривычного эффекта. Согласно идее Сати, отныне музыка должна служить звуковым фоном повседневной жизни, выполняющим роль своего рода «музыкальных обоев», которые призваны украшать магазины, галереи и жилища, но без того, чтобы привлекать к себе какое бы то ни было отдельное внимание. Три кларнета и тромбон играли по углам, так что их едва можно было приметить, рояль раздавался откуда-то из-за кулисы, а сам Сати и Мийо прохаживались рядом, «в полном распоряжении публики, для получения любых объяснений и заказов». Вот что сам Мийо вспоминал об этом событии тридцать лет спустя:

 «Для того, чтобы создать ощущение, что музыка звучит со всех сторон, мы разместили кларнетистов в трёх разных углах зала, пианиста в четвёртом, а тромбониста в ложе первого яруса. Специальное замечание в программке предупреждало публику о том, что придавать значение музыкальным ритурнелям, которые будут исполняться в антрактах, следует не больше, чем люстрам или стульям на галёрке. Однако, несмотря на наше предупреждение, едва только зазвучала музыка, публика устремилась обратно к своим креслам. Напрасно Сати кричал им: „Да разговаривайте же! Гуляйте! Не слушайте!“ Они слушали, они молчали. Всё было испорчено!…» — (Darius Milhaud, «Notes sans musique»)
Приглашённая не для того, чтобы слушать «Меблировочную музыку», но «прогуливаться, говорить и пить» во время её исполнения, публика, вероятно, была очень удивлена, увидев Эрика Сати чрезвычайно рассерженным — пожалуй, это был первый композитор в истории музыки, испытавший приступ гнева из-за того, что его произведение — слушали… Одни судили о меблировочной музыке как о «пустом мальчишестве», другие как об «ужасной химере», Пуленк, Орик, Дюрей и Тайфер, однако, «сделали вид, что в это время оглохли» и ничего не слышали. После первого исполнения «Меблировочной музыки» на широкой публике доброжелательных отзывов было очень мало, а вернее сказать, не было вовсе. Даже глава дадаистов, художник Франсис Пикабиа под влиянием врагов Сати (в первую очередь, Андре Бретона) допустил довольно ехидный выпад в своём журнале «Дадафон»: «Эрик Сати готов меблировать музыку, чтобы ему сервировали стол».

## Окончание: «Невозможная музыка»

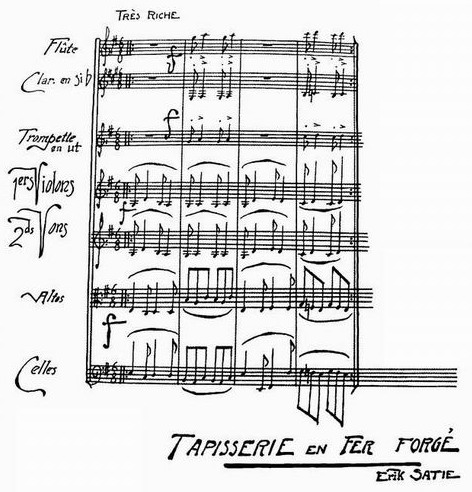
Сати, дословно: «Обои из закалённого железа для приёма гостей», в контексте: «Кованая мебельная фурнитура» либо: «Кованые лестничные перила», возможная игра слов: «Загородки из калёного железа для приёма гостей», то есть очень прочные, чтобы гости не прошли; автограф 1924 года

Дальнейшее существование «Меблировочной музыки» было связано только с упорством самого Эрика Сати, искренне считавшего её замечательным своим изобретением, а также снисходительностью его друзей и поклонников, иногда позволявших ему экспериментировать. Одно из первых исполнений он устроил в антракте премьеры своего собственного «Сократа», с дозволения заказчицы этого произведения, княгини де Полиньяк. Несколько замечательных образцов своего нового жанра ему удалось «вставить» в заказы, которые делал ему граф де Бомон для своих дивертисментов и светских приёмов. Самый известный из них — «Железный коврик для приёма гостей» (апрель 1924 года, колл. Дж. Кейджа, Northwestern University Library, Эвантсон, Иллинойс). Это произведение для камерного оркестра игралось в вестибюле особняка графа часами, пока светская публика не торопясь собиралась на званый вечер. Но чаще попытки Эрика Сати «пробить» меблировочную музыку в какой-нибудь концерт или спектакль завершались неудачей.
В начале 1923 года Дариус Мийо привёз из своего американского турне маленький заказ на меблировочную музыку от жены директора «Вашингтон пост», госпожи Эжен Мейер. Написав маленькую пьесу (в четыре такта) для камерного ансамбля, Сати остался чрезвычайно доволен:

«Дорогой Великий Друг. Я счастлив, как король: я только что окончил „штуку“ для американской Дамы. Да. Это из „Меблировочной Музыки“ („Обои в кабинете префекта“). Я написал этот образец для оркестра: малая флейта, кларнет in B, фагот, валторна in F, труба in C, ударные & квинтет. Да. Здесь декоративная & пышная картина — „для долгого взгляда и рассмотрения“. Я этим горжусь. Переписываю вещь начисто & поскорее отсылаю. Да. Спасибо… Если вы для меня имеете сотню таких заказов, я весь в вашем распоряжении».— (Эрик Сати, Письмо Дариусу Мийо, 26 марта 1923 года)
К слову сказать, американские «Обои в кабинете префекта» были опубликованы и сыграны только через 75 лет после смерти Эрика Сати (в 1999 году). Но о большинстве «меблировочных сочинений» Сати вовсе не осталось свидетельств, были они когда-либо исполнены или так и остались лежать на полу в знаменитой аркёйской комнате композитора, куда всем был закрыт вход. Среди рукописей Сати, найденных там в 1925 году после его смерти, был «Звуковой плиточный пол», сочинённый для того, чтобы стелиться под ноги «во время ланча или при заключении брачного контракта» и «Занавеска без окна» для заполнения времени «во время долгих осенних дождей». Также весьма забавен эскиз меблировочной музыки, основанной на мотиве народной песенки «Ещё стаканчик вина», повторяемом каждые пять секунд — разумеется до бесконечности («сколько влезет»). Все эти сочинения датированы 1917—1918 годами.
Знаменитый художник Фернан Леже вспоминал, как Сати, приведённый в отчаяние выспренностью публики и всеобщей глухотой к его изобретению, пытался убедить его в крайней полезности и разумности своего нововведения:

«Теперь есть всё необходимое для повсеместного применения меблировочной музыки. Эта музыка, которая, так сказать, является только частью окружающего шума, всякого шума, привлекающего внимание. Её ненавязчивая мелодичность смягчает шум ножей и вилок, однако не подавляя его, и не навязывая себя. Она меблировала бы паузы, воцаряющиеся между во время молчания кушающих гостей. Она оберегала бы их от текущих банальностей. Она нейтрализовала бы в то же время и шумы улицы, которые входили бы в музыку без скромности, но и без наглости.»— (Фернан Леже, «Неизвестный Сати», Рaris Мidi №52, с.137)
Эрик Сати был решительно неугомонным: и не важно было при том, раздражал он или вызывал восторг. Показательно, что даже далеко после 50-летия, газеты продолжали называть его «молодым композитором». Но даже те, кто ругался и не признавал «Меблировочную музыку» искусством, не могли не признавать, что это — очередной эксперимент непрерывного новатора и авангардиста.

«Сати беспрестанно дебютирует. Каждое новое произведение у него становится поводом к открытию нового материала и к неизведанным способам его применения. К тому же он в состоянии оказывать воздействие не подбором нюансов, а всей душой. Музыка наших молодых композиторов на его музыку не похожа, но его душа захватывает их, являя им несравненный пример свободы и здоровья.
Такой дух обновления, отрицаний, такая роскошь приводят к обвинению художника в несерьёзности. Серьёзный художник тот, кто повторяется. Согласно этим меркам Сати несерьёзен. Его метод отдаляет старость. Среди молодых он остаётся молодым, и их маленький класс с каждым днём обожает его всё больше».— (Жан Кокто, из статьи «Новая музыка во Франции», 1922 год)

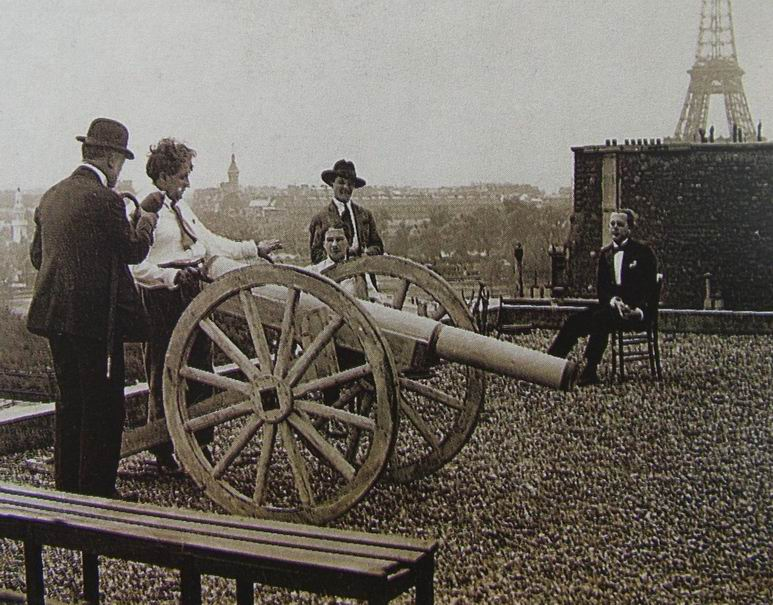
Сати, Пикабиа, Клер и Бьорлен на съёмках пролога «Relâche», ноябрь 1924

Но, пожалуй, наивысшим достижением в области «Меблировочной музыки» можно назвать последнее сочинение Сати, которое он написал в ноябре 1924 года, за полгода до смерти. Это был киноантракт «Cinema» из его собственного балета «Relâche» (или «Спектакль отменяется»). Небольшая прикладная пьеса для оркестра продолжительностью около 20 минут была сочинена специально для сопровождения немого кинофильма «Антракт», снятого начинающим режиссёром Рене Клером для показа в начале и середине балетного представления.
По существу антракт «Cinema» не является «Меблировочной музыкой» в чистом виде. Однако Сати, создавая именно оркестровое произведение для аккомпанемента немой киноленте (что само по себе было затеей вполне авангардной), взял для его написания главный принцип меблировочной музыки — повторяемость отдельных звуковых ячеек и тематических фраз. Это позволило ему длить каждый музыкальный отрезок ровно столько времени, сколько требовалось для сопровождения конкретной сцены или отрывка фильма. Несмотря на то, что дадаистский балет «Relâche» почти провалился и собрал дурную прессу, фильм Рене Клера имел большой успех, сделал ему имя в кругах французского авангарда и вошёл в золотой фонд киноклассики XX века.
В 1967 году Рене Клер решил вернуться к старому фильму, сорок лет назад сделавшему ему громкое имя. Он взялся сам перемонтировать старую ленту и создать звуковую версию этого произведения, одновременно добавив к нему «пролог» из «Relâche», чтобы личное изображение автора и музыка Эрика Сати были связаны теперь неразрывно. В качестве саундтрека для кинокартины была специально сделана запись киноантракта «Relâche» в исполнении оркестра под управлением Анри Соге. Уже в последние годы жизни, будучи увенчанным лаврами мастером, Рене Клер утверждал, что музыка «Cinema», сочиненная Сати в 1924 к его фильму была «самой кинематографической партитурой, которую он когда-либо держал в своих руках».

## Послесловие: «Неожиданная музыка»
После смерти Эрика Сати «Меблировочная музыка» была надолго забыта. Кое-где она сохранилась в рукописях или упоминалась в мемуарах современников. По существу даже не известно точное количество и список созданных в этом жанре сочинений. Дело также осложнялось тем, что на взгляд непосвящённого человека, листок с меблировочной пьесой не был похож на целое произведение и напоминал то ли эскиз, то ли обрывок, то ли нечто недописанное. Именно такое мнение и высказывал Анри Соге, держатель большинства меблировочных рукописей Сати.
Спустя десять-двадцать лет даже воспоминания современников о «Меблировочной музыке» превратились в нечто совершенно курьёзное. Так, Артюр Онеггер, вспоминая вскользь о своём первом столкновении с этой выдумкой Сати, просто скорбел о принижении роли музыки в современном обществе:

«В 1919 году Сати провозгласил необходимость иметь „обстановочную музыку“ (sic! — так названо в русском переводе), которая звучала бы совсем не для того, чтобы её слушали, а служила бы чем-то вроде обоев. Сегодня мы умудрились свести к подобному уровню наше отношение к баховской Мессе h-moll или, например, к бетховенскому Квартету op.132».— (Артюр Онеггер, «Я – композитор»)
А тот же Жорж Орик, пытаясь объяснить происхождение и смысл «Меблировочной музыки», сводил всё к простому влиянию алкоголя. По мнению Орика, всё новаторство «меблировочной музыки» заключалось в том, что Сати хотел предоставить публике полную свободу не прерывать любимое занятие и «продолжать пить» при прослушивании. «Если бы Сати не пил, — сказал Орик сегодня, — он был бы святым». Впрочем, возражая ему, Жан Кокто тотчас выразил мнение, что «алкоголь не играл никакой роли в творчестве Сати», (из письма Жана Кокто Виланду Майру, 1929 год).
Таким образом продолжалось вплоть до конца 1950-х годов, пока не произошла уже описанная выше встреча композитора Анри Соге и будущего минималиста Джона Кейджа. Спустя полвека меблировочные идеи оказались неожиданно понятны, сам Сати приобрёл привычный вид «Предтечи», а «Меблировочная музыка» сделалась его очередным предвидением, как было уже не раз. Достаточно только прочитать один из отрывков Кейджа, чтобы вспомнить известный пассаж Сати о скуке:

«В дзен-буддизме говорят: если какая-то вещь вам скучна по прошествии двух минут, занимайтесь четыре. Если скука продолжается, продолжайте восемь, шестнадцать, тридцать две и так далее. В конце концов окажется, что совсем не скучно, а живо и интересно».— (John Cage, «Silence», Edition Denoel, Paris, 1970, p.50)

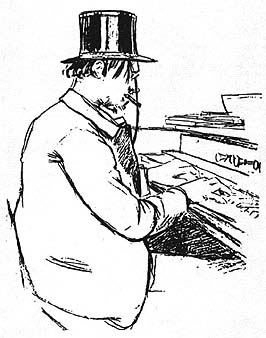
Эрик Сати за роялем в «Харчевне Сен-Клу», 1891

Таким образом, главная ответственность художника по Кейджу (и Сати) состоит прежде всего в том, чтобы своим творчеством преобразовывать скуку в привлекательное времяпрепровождение. Во всяком случае, Джон Кейдж, без сомнения, первым сумел увидеть дальше остальных, открыв в непрерывной повторяемости одних и тех же музыкальных фраз возможность дать «особенный выход композиторской индивидуальности и выразить в звуках свободу их внутренней сущности».

«Не так уж и важно, — сказал он, — даже если Сати не хотел этого сознательно. Во всяком случае, теперь считается, что это он открыл дорогу».— (интервью с Х.Шатц для телефильма об Эрике Сати «Господин бедняк», 1972)
Эта и была та самая дорога, которую Джон Кейдж впоследствии превратил в так называемую «транс-музыку» (иначе, «репетативную музыку»:36), или минимализм. По этой дороге несколько лет спустя пошли: Стив Райх, Джон Адамс, Филипп Гласс, Терри Райли, Ла Монте Янг и многие другие вплоть до сего дня. Кстати говоря, этот последний, то есть Ла Монте Янг, основал свой «Театр вечной музыки» именно в 1963 году, в том же году, когда Кейдж впервые полностью исполнил 840 «Неприятностей» Эрика Сати. И в начале всего этого большого пути — теперь, после всего — оказалась «Меблировочная музыка» Эрика Сати.